# Ricardo Ezzati Andrello
Ricardo Ezzati Andrello S.D.B. (sinh 1942) là một Hồng y người Chile gốc Italia của Giáo hội Công giáo Rôma. Ông từng đảm nhận vai trò Tổng giám mục Tổng giáo phận Santiago từ năm 2010 đến năm 2019. Trước đó ông cũng từng đảm nhận vị trí Chủ tịch Hội đồng Giám mục Chile từ năm 2010 đến năm 2016.

## Tiểu sử
Hồng y Andrello sinh ngày 7 tháng 1 năm 1942 tại Campiglia dei Berici, Italia. Năm 25 tuổi, ngày 30 tháng 12 năm 1966, ông gia nhập dòng Saledieng Don Bosco. Không lâu sau đó, sau quá trình học tập, ngày 18 tháng 3 năm 1970, ông trở thành một linh mục dòng Don Bosco.
Ngày 28 tháng 6 năm 1996, Tòa Thánh loan tin bổ nhiệm linh mục Andrello làm Giám mục chính tòa Giáo phận Valdivia. Ông được tấn phong giám mục sau đó vào ngày 8 tháng 9 với nghi thức đặt tay của vị chủ phong là Carlos Oviedo Cavada, O. de M., Hồng y - Tổng giám mục Tổng giáo phận Santiago de Chile [gọi tắt là Santiago]. Hai vị phụ phong bao gồm Sergio Otoniel Contreras Navia, Giám mục chính tòa Giáo phận Temuco và Francisco Javier Errázuriz Ossa, P. Schönstatt, Thư kí Thánh bộ Giáo dục Công giáo. Tân giám mục chọn cho mình khẩu hiệu:Para Evangelizar.
Ngày 10 tháng 7 năm 2001, Tòa Thánh gây ngạc nhiên khi bổ nhiệm Giám mục Andrello làm Giám mục phụ tá Tổng giáo phận Santiago de Chile, danh hiệu Giám mục Hiệu tòa La Imperial. Sau quá trình năm năm, ngày 27 tháng 12 năm 2006, Tòa Thánh loan tin tuyển chọn Giám mục Andrello làm Tổng giám mục chính tòa Tổng giáo phận Concepción. Ông giữ chức vị này đến ngày 15 tháng 12 năm 2010, khi được chọn làm Tổng giám mục Santiago. Ngoài các chức vụ chính, ông còn là Chủ tịch Hội đồng Giám mục Chile từ tháng 11 năm 2010 đến ngày 16 tháng 11 năm 2016.
Trong Công nghị Hồng y 2014 cử hành ngày 22 tháng 4, Giáo hoàng Phanxicô vinh thăng Tổng giám mục Andrello tước vị Hồng y Nhà thờ Santissimo Redentore a Valmelaina. Ông đã đến nhận nhà thờ hiệu tòa này sau đó vào ngày 11 tháng 10.
Tòa Thánh chấp thuận đơn xin về hưu của ông vào ngày 23 tháng 3 năm 2019, vì lý do tuổi tác, theo Giáo luật.